# 溺水性愛

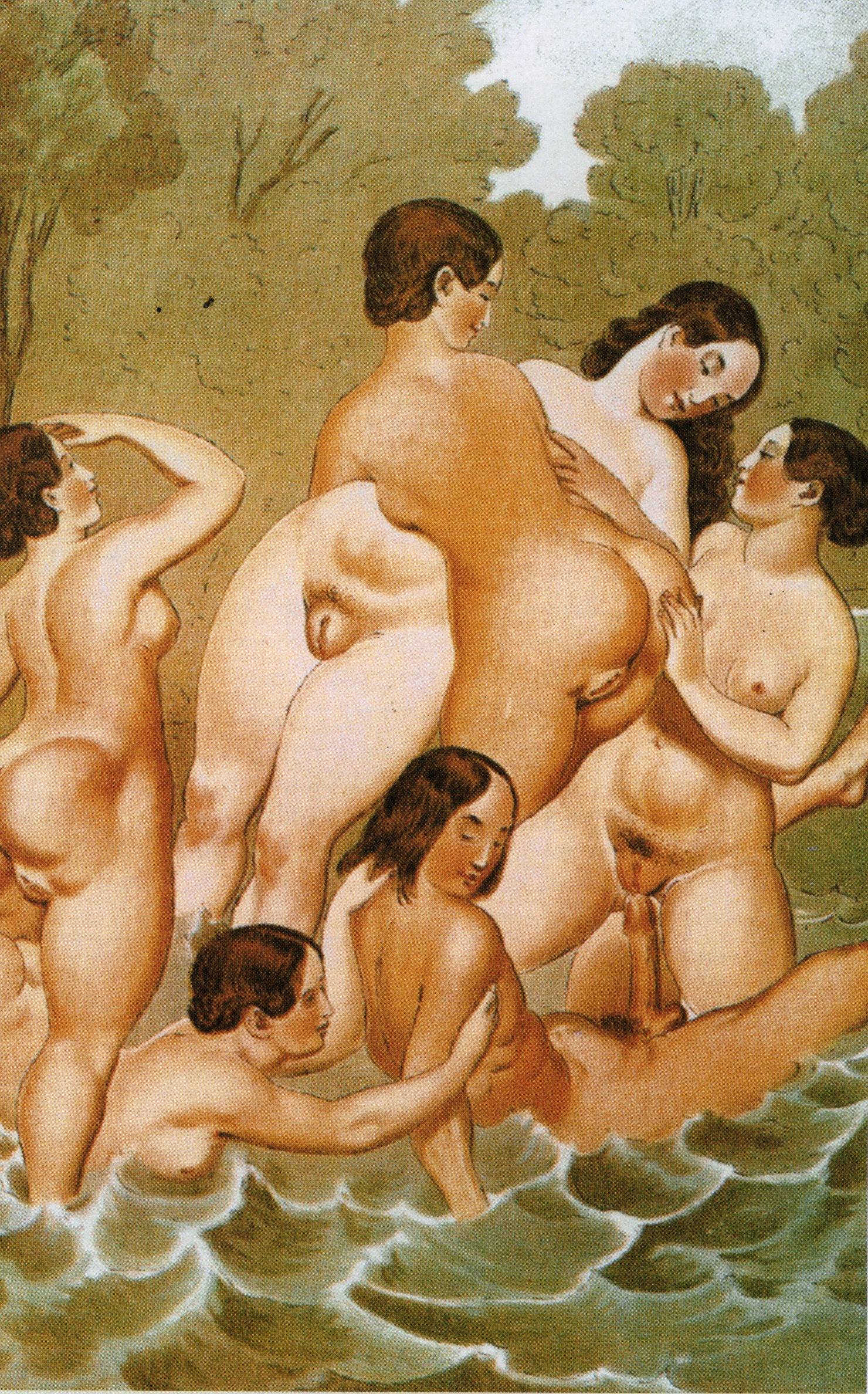
しばしばペーター・フェンディ作とされるエロティカ。水辺で戯れる裸体の男女。

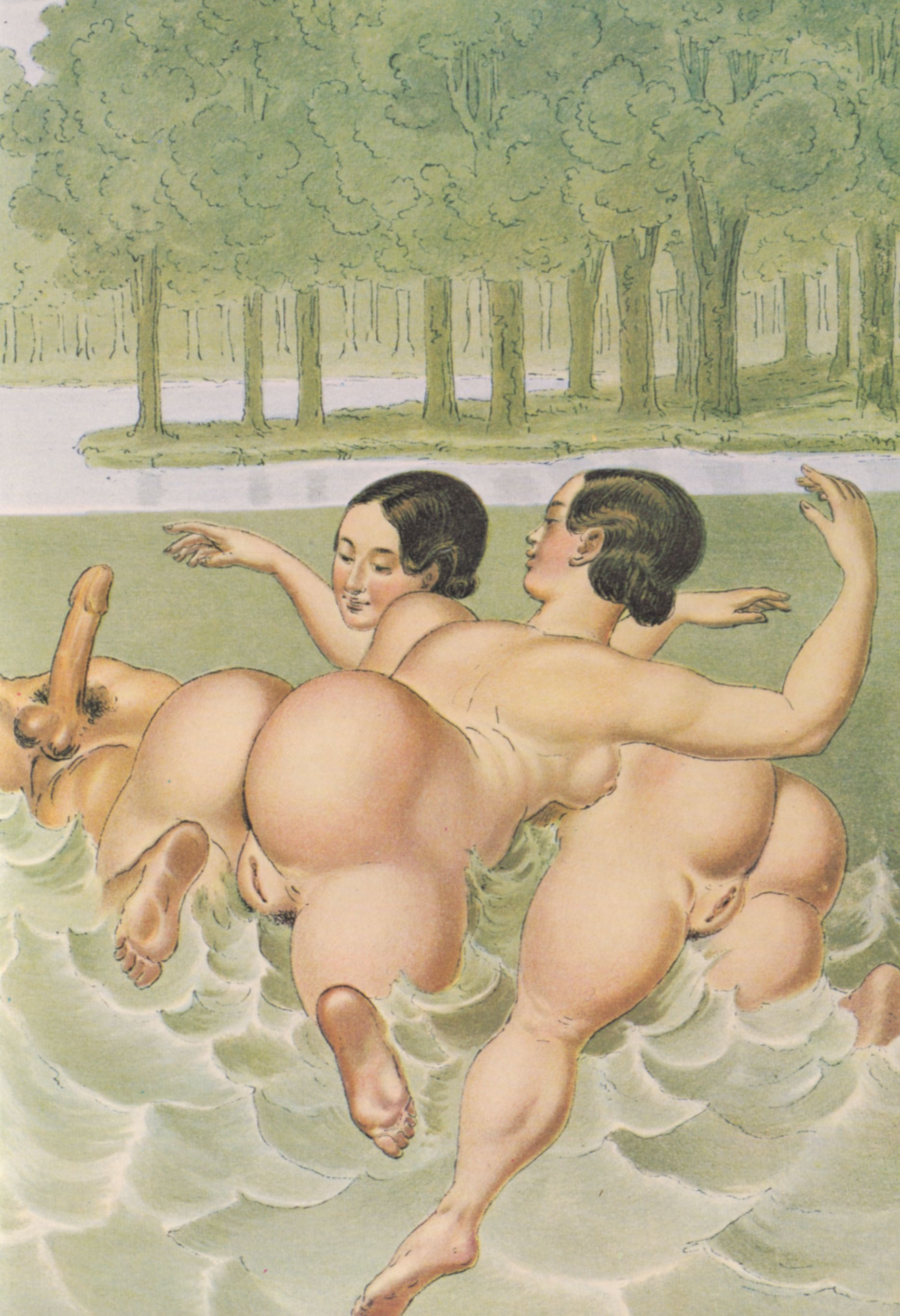
しばしばペーター・フェンディ作とされるエロティカ。男性は水没しているように見える。

溺水性愛（できすいせいあい）は、水泳する人の姿や水中でポーズをとった姿に執着したり、水に浸っての、あるいは、水中での性行為に及ぶような、性的倒錯とされるフェティシズムの形態のひとつ。
アクアフィリアともいうが、これは英語で「水を愛好すること」を意味する aquaphilia の音写であり、その語源はラテン語で「水」を意味する aqua と古代ギリシア語で「愛好」を意味する φιλειν (philein) に遡る。性的含意なしに「水と戯れることを好む、楽しむこと」を意味することも多い言葉である。また、ハイドロフィリア (hydrophilia) ともいう。
溺水性愛は、海やプールなど、水辺や水中などに性的興奮を覚える性癖である。さらには溺れることに性的快感を覚えるとも、水中で苦しむ姿を見ることに快感をもつとも説明され、 窒息性愛（ハイポクシフィリア、hypoxyphilia）の要素につながるものとされることもあるが、それは必須ではない。
多数の男女が裸体でプールに入り、何らかの性行為に至るようなグループセックスを、ブンガブンガ・パーティーと称することがある。